# 金沢亭
金沢亭（かなざわてい）は、明治時代から太平洋戦争末期にかけて大阪市ミナミ法善寺南側にあった寄席。のちに吉本興業傘下の「南地花月」と改称した。旧字表記では「金澤亭」。
2代目桂文枝襲名問題で一門が分裂すると、文枝の名跡を継いだ桂文三は一門を率いて「桂派」を結成。この金沢亭を拠点とし、浪花三友派の定席だった紅梅亭と覇を競った。
大正のはじめ頃、吉本泰三・せい夫妻が創業した吉本興行部が買収。屋号は「蓬莱館」から1915年に「南地花月」と改め、落語だけでなく漫才や奇術等色物を多くかけるようになった。
太平洋戦争が激化する中、1944年に建物疎開の指定を受け、閉鎖された。

## その他
- 『札幌繁栄図録』（高崎竜太郎編、1887年）によれば、1892年頃の札幌市に同名の寄席が存在した。
- 2017年度下期NHK連続テレビ小説『わろてんか』で、当寄席をモデルにした「南地風鳥亭」開設と建物疎開による閉鎖が描かれている。